# Episodi di El internado (terza stagione)
La terza stagione di El internado è composta da 9 episodi ed è stata trasmessa in Spagna dal 23 aprile 2008 al 25 giugno 2008, con ascolti medi per 3.421.000 spettatori e il 20,4% di share.
In Italia, la terza stagione è inedita.
| n° | Titolo originale                       | Titolo italiano | Prima TV Spagna | Prima TV Italia |
| -- | -------------------------------------- | --------------- | --------------- | --------------- |
| 1  | El búho                                |                 | 23 aprile 2008  | -               |
| 2  | Ocho milímetros                        |                 | 30 aprile 2008  | -               |
| 3  | El soldadito de plomo                  |                 | 7 maggio 2008   | -               |
| 4  | En el fondo del mar                    |                 | 14 maggio 2008  | -               |
| 5  | La vida es sueño                       |                 | 28 maggio 2008  | -               |
| 6  | La peor cárcel del mundo               |                 | 4 giugno 2008   | -               |
| 7  | El fantasma de la profesora decapitada |                 | 11 giugno 2008  | -               |
| 8  | Los cinco vengadores                   |                 | 18 giugno 2008  | -               |
| 9  | La noche del fuego                     |                 | 25 giugno 2008  | -               |